# Покривач (Долни Кубин)
Покривач (слч. Pokryváč) насељено је мјесто са административним статусом сеоске општине (слч. obec) у округу Долни Кубин, у Жилинском крају, Словачка Република.

## Становништво
| Година:    | 1994. | 2004.   | 2014.   | 2024.   |
| ---------- | ----- | ------- | ------- | ------- |
| Број људи: | 176   | 187     | 174     | 185     |
| Разлика:   |       | +6,25 % | -6,95 % | +6,32 % |

| Година:    | 2023. | 2024.   |
| ---------- | ----- | ------- |
| Број људи: | 183   | 185     |
| Разлика:   |       | +1,09 % |

Према подацима о броју становника из 2024. године насеље је имало 185 становника.